# ۲۵ فروردین
۲۵ فروردین بیست و پنجمین روز از سال در گاه‌شماری خورشیدی است. به پایان سال ۳۴۰ روز (۳۴۱ روز در سال کبیسه) مانده‌است.

## رویدادها
- ۱۳۶۶ - آغاز عملیات کربلای ۱۰
- ۱۳۶۷. امضای توافق‌نامه ژنو با نظارت سازمان ملل برای خروج نیروهای شوروی از افغانستان.(۱۴ اپریل، ۱۹۸۸م)
- ۱۳۹۶ - سیل ۱۳۹۶ شمال غرب ایران
- ۱۴۰۳ - توقیف کشتی ام‌اس‌سی آریس توسط ایران
- ۱۴۰۳ - حمله هوایی ایران به اسرائیل

## زادروزها
- ۱۲۸۰ - محمد حجازی، نویسنده
- ۱۳۰۰ - عبدالرحمان شرفکندی، شاعر
- ۱۳۳۸ - مجید مجیدی، کارگردان
- ۱۳۴۳ - فریبرز عرب‌نیا، بازیگر
- ۱۳۵۳ - مریلا زارعی، بازیگر

## درگذشتگان
- ۱۳۵۷ - اسدالله علم، سی و پنجمین نخست‌وزیر ایران
- ۱۳۷۴ - محمدجواد مشکور، زبان‌شناس
- ۱۳۸۲ - سید ابوالفضل موسوی تبریزی، نماینده حوزه انتخابیه تبریز در دوره دوم مجلس شورای اسلامی
- ۱۳۹۴ - مجید رهنما، نخستین وزیر علوم و آموزش عالی ایران در زمان پادشاهی محمدرضا پهلوی
- ۱۴۰۰ - محسن قاضی‌مرادی، بازیگر
- ۱۴۰۱ - مهدی صالحی، زندانی سیاسی
- ۱۴۰۲ - عماد افروغ، نماینده حوزه انتخابیه تهران، ری، شمیرانات، اسلامشهر و پردیس در دوره هفتم مجلس شورای اسلامی
- ۱۴۰۲ - پرویز اذکایی، پژوهشگر

## مناسبت‌ها
- بزرگداشت عطار نیشابوری در ایران[۱]
- روز ملی منابع انسانی